# Contea di Lincoln (Oklahoma)
La contea di Lincoln (in inglese Lincoln County) è una contea dello Stato dell'Oklahoma, negli Stati Uniti. La popolazione al censimento del 2000 era di 32 080 abitanti. Il capoluogo di contea è Chandler.